# 제2회 대구단편영화제
제2회 대구단편영화제는 2001년 10월 31일에 열린 시상식이다.

## 수상 및 후보

### 대상
- 키쓰미 - 임민섭 수상

### 우수상
- 김옹의 시험 - 김주호 수상

### 특별상
- 섬 - 윤용훈 수상

### 본선경쟁작
- 모니터 - 이호갑
- 잠복근무29일째 - 윤종석
- 페르딕스 - 이완규
- 장미내림 - 양종규
- 어느 기다림 - 이정화
- 뉴스데스크 - 허종호
- 리액션 - 석민우
- 아주 사소한 중독 - 박수영
- 리어 왕 - 최윤석
- 그녀 - 박경목
- 깡코피 - 이준호
- 도태 - 최주현
- 초대 - 김정우

### 애플시네마
- 끼아베
- 바다 속 민물고기
- 고백 - 남태우
- 너의 하늘을 보아 - 김삼력
- 턱수염 - 조영직